# Дварс дор Фландерен 2022
76-й выпуск Дварс дор Фландерен — шоссейная однодневная велогонка по дорогам Бельгии. Гонка прошла 30 марта 2022 года в рамках Мирового тура UCI 2022. Победу одержал нидерландский велогонщик Матье Ван дер Пул.

## Участники
Автоматически приглашения на гонку приняли все 18 команд категории UCI WorldTeam и три лучшие команды категории UCI ProTeam прошлого сезона Alpecin-Fenix, Arkéa-Samsic и TotalEnergies. Также организаторы пригласили ещё 4 команды категории ProTeam. Таким образом всего в гонке приняло участие 25 команды.
| UCI WorldTeams (18)- AG2R Citroën Team - Astana Qazaqstan Team - Bahrain Victorious - Bora-Hansgrohe - Cofidis - EF Education-EasyPost - Groupama-FDJ - Ineos Grenadiers - Intermarché-Wanty-Gobert Matériaux - Israel-Premier Tech - Jumbo-Visma - Lotto-Soudal - Movistar Team - Quick-Step Alpha Vinyl - BikeExchange-Jayco - Team DSM - Trek-Segafredo - UAE Team Emirates UCI ProTeams (7)- Alpecin-Fenix - Arkéa-Samsic - B&B Hotels-KTM - Bingoal Pauwels Sauces WB - TotalEnergies - Sport Vlaanderen-Baloise - Uno-X Pro Cycling Team |
| |

## Маршрут
Маршрут гонки проходил по Западной Фландрии. По сравнению с прошлым годом он значительно изменился. После старта в Руселаре дистанция шла в юго-восточном направлении через фламандские Арденны до Варегема, за 120 км до финиша. Затем 20-километровом отрезке до Клёйсбергена нужно было преодолеть не категорийный в этот раз подъём Tiegemberg и расположенный следом брусчатый участок Varentstraat .
После прохождения Клёйсберген начиналась основная часть маршрута, представлявшая собой несколько петель в районе Ронсе, где на протяжении 90 км предстояло преодолеть в 11 категорийных подъёмов и двойное прохождение брусчатого участка Mariaborrestraat .
Затем в Ладезе за 38 км до финиша маршрут поворачивал на север, пересекал реку Шельда в Ауденарде и следовал в Нокере, далее в Варегем и снова возвращался в Нокере. На этой части дистанции располагались две 5-километровых связки брусчатый участок плюс категорийный подъём за 25 км и 12 км до финиша соответственно. Последние 8 км до финиша в Варегеме были относительно ровными.
В общей сложности предстояло преодолеть 13 категорийных подъёмов и 5 брусчатых участков. Протяжённость гонки составила чуть больше 180 км.
| №  | Название         | Покрытие | Км от старта | Длина (м) | Средний % | Макс % | Км до финиша |
| -- | ---------------- | -------- | ------------ | --------- | --------- | ------ | ------------ |
| 1  | Nieuwe Kwaremont | 62,2     | асфальт      | 2 000     | 4,8 %     | 8 %    | 121,7        |
| 2  | Zeelstraat       | 71,1     | асфальт      | 3 300     | 3 %       | 10,4%  | 112,8        |
| 3  | Knokteberg       | 79,9     | асфальт      | 1 100     | 7 %       | 11,8 % | 104          |
| 4  | Stooktestraat    | 88,6     | асфальт      | 900       | 5,6 %     | 10%    | 95,3         |
| 5  | Hotond           | 93,2     | асфальт      | 1 200     | 3,1 %     | 6,5 %  | 90,7         |
| 6  | Kortekeer        | 99,9     | асфальт      | 900       | 6,5 %     | 9,8 %  | 84           |
| 7  | Berg Ten Houte   | 113,3    | брусчатка    | 1 100     | 6 %       | 21 %   | 70,6         |
| 8  | Kanarieberg      | 118,9    | асфальт      | 1 000     | 7,7 %     | 14 %   | 65           |
| 9  | Knokteberg       | 131,9    | асфальт      | 1 100     | 7 %       | 11,8 % | 52           |
| 10 | Hotond           | 135,6    | асфальт      | 1 200     | 3,1 %     | 6,5 %  | 48,3         |
| 11 | Ladeuze          | 146,3    | асфальт      | 1 200     | 5 %       | 16 %   | 37,6         |
| 12 | Nokereberg       | 162,6    | брусчатка    | 500       | 5,7 %     | 6,7 %  | 21,3         |
| 13 | Holstraat        | 175,6    | асфальт      | 400       | 5,7 %     | 8 %    | 8,3          |

| № | Название         | Км от старта | Длина (м) | Км до финиша |
| - | ---------------- | ------------ | --------- | ------------ |
| 1 | Varentstraat     | 55,4         | 2 000     | 128,5        |
| 2 | Mariaborrestraat | 102          | 2 400     | 81,9         |
| 3 | Mariaborrestraat | 142,1        | 2 400     | 41,8         |
| 4 | Doorn            | 155          | 600       | 28,8         |
| 5 | Herlegemstraat   | 171,9        | 800       | 12           |

## Ход гонки
После неофициального старта в нейтральной зоне ещё до нулевого километра (официального старта) произошло падение в результате которого были вынуждены сойти с гонки грегари Алекс Кирш (Trek-Segafredo), Лукас Пёстльбергер (Bora-Hansgrohe) и Миккель Бьерг (UAE Team Emirates). Через 24 км после старта образовался отрыв который составили Нильс Политт (Bora-Hansgrohe), Йохан Якобс (Movistar Team), Келланд О’Брайен (Team BikeExchange-Jayco), Аарон Вервилст (Sport Vlaanderen-Baloise) и Матис Паашенс (Bingoal Pauwels Sauces WB). Их максимальное преимущество над пелотоном составляло около пяти минут. В середине гонки Матье Ван дер Пул и его команда {{{название велокоманды-2022}}} увеличили темп, в результате чего из пелотона выпали первые гонщики. Далее последовали атаки разных гонщиков, которые, однако, не смогли решительно оторваться.
На подъёме Berg Ten Houte (примерно за 70 км до финиша) из пелотона образовался второй отрыв из шести человек, который составили Том Пидкок и Бен Тёрнер (оба Ineos Grenadiers), Матье Ван дер Пул ({{{название велокоманды-2022}}}), Штефан Кюнг (Groupama-FDJ), Тиш Бенот (Jumbo-Visma) и Виктор Кампенартс (Lotto Soudal). Преимущество первого отрыва к этому времени составляло около трёх минут. В это же время от пелотона отстал Мадс Педерсен (Trek-Segafredo). Через 5 км на следующем подъёме Kanarieberg атаковал из пелотона и попытался самостоятельно догнать второй отрыв Тадей Погачар (UAE Team Emirates), который был в 30-секундах впереди. Ему удалось приблизится к ним на расстояние 10 секунд, но не сумев сократить это отставание он вернулся в пелотон за 55 км до финиша. Вскоре после этого в пелотоне произошло падение, в результате которого был вынужден сойти с гонки Оливер Насен (AG2R Citroën).
На втором восхождение на Knokteberg (около 51 км до финиша) в пелотоне атаковал Ян Тратник (Bahrain Victorious) компанию которому составили Тадей Погачар (UAE Team Emirates), Грег Ван Авермат (AG2R Citroën), Валентен Мадуа (Groupama-FDJ), Сёрен Краг Андерсен (Team DSM) и Бриан Кокар (Cofidis), образовав третий отрыв. За 48 км до финиша второй отрыв смог догнать первый. В результате чего образовалась группа в составе 11 человек имевшая примерно 30 секунд преимущества над своими преследователями.
Во время прохождения подъёма Ladeuze за 37 км до финиша из первого отрыва выпали Йохан Якобс (Movistar Team), Аарон Вервилст (Sport Vlaanderen-Baloise) и Матис Паашенс (Bingoal Pauwels Sauces WB), сократив его численность до 8 гонщиков. Разрыв между двумя отрывами стабилизировался на отметке в 40 секунд. На брусчатом участке Doorn, примерно за 28 км до финиша, во втором отрыве атаковали Тадей Погачар (UAE Team Emirates), Ян Тратник (Bahrain Victorious) и  Валентен Мадуа (Groupama-FDJ). В первой отрыве периодически пытался уехать Виктор Кампенартс (Lotto Soudal), но каждый раз безуспешно.
Развязка гонки наступили на последних двух километрах дистанции. За 1700 м до финиша атаковал Тиш Бенот (Jumbo-Visma) которого поддержал Матье Ван дер Пул ({{{название велокоманды-2022}}}). Вдвоём им удалось создать преимущество в 5 секунд. На последних 200 метрах Матье Ван дер Пул немного ускорился и первым пересёк финишную черту. Следом за ним заехал Тиш Бенот, став вторым. Третье место в мини-спринте вырвал том Пидкок. Десятку замкнули Ян Тратник и Тадей Погачар, отстав от победителя на 2 минуты.

## Результаты
| \| Генеральная классификация \| Генеральная классификация \| Генеральная классификация \| Генеральная классификация \| Генеральная классификация \| \| Гонщик \| Гонщик \| Команда \| Время \| \| \| ------------------------- \| ------------------------- \| ------------------------- \| ------------------------- \| ------------------------- \| \| 1-й \| Матье Ван дер Пул \| Alpecin-Fenix \| 4ч 05' 39 \| \| \| 2-й \| Тиш Бенот \| Jumbo-Visma \| + 1 \| \| \| 3-й \| Том Пидкок \| Ineos Grenadiers \| + 5 \| \| \| 4-й \| Виктор Кампенартс \| Lotto-Soudal \| + 5 \| \| \| 5-й \| Нильс Политт \| Bora-Hansgrohe \| + 5 \| \| \| 6-й \| Штефан Кюнг \| Groupama-FDJ \| + 5 \| \| \| 7-й \| Келланд О’Брайен \| Team BikeExchange-Jayco \| + 5 \| \| \| 8-й \| Бен Тёрнер \| Ineos Grenadiers \| + 12 \| \| \| 9-й \| Ян Тратник \| Bahrain Victorious \| + 2' 08 \| \| \| 10-й \| Тадей Погачар \| UAE Team Emirates \| + 2' 08 \| \| |                   |                         |           |
| |                   |                         |           |
| Источник: ProCyclingStats |                   |                         |           |
| Генеральная классификация |                   |                         |           |
| Гонщик | Гонщик            | Команда                 | Время     |
| 1-й | Матье Ван дер Пул | Alpecin-Fenix           | 4ч 05' 39 |
| 2-й | Тиш Бенот         | Jumbo-Visma             | + 1       |
| 3-й | Том Пидкок        | Ineos Grenadiers        | + 5       |
| 4-й | Виктор Кампенартс | Lotto-Soudal            | + 5       |
| 5-й | Нильс Политт      | Bora-Hansgrohe          | + 5       |
| 6-й | Штефан Кюнг       | Groupama-FDJ            | + 5       |
| 7-й | Келланд О’Брайен  | Team BikeExchange-Jayco | + 5       |
| 8-й | Бен Тёрнер        | Ineos Grenadiers        | + 12      |
| 9-й | Ян Тратник        | Bahrain Victorious      | + 2' 08   |
| 10-й | Тадей Погачар     | UAE Team Emirates       | + 2' 08   |